# Cumberland megye (Tennessee)
Cumberland megye az Amerikai Egyesült Államokban, azon belül Tennessee államban található. Megyeszékhelye és legnagyobb városa Crossville. Lakosainak száma 61 145 fő (2020. április 1.). Cumberland megye Fentress, Morgan, Roane, Rhea, Bledsoe, Van Buren, White és Putnam megyékkel határos.

## Népesség
A megye népességének változása:
| Lakosok száma | 56 207 | 56 600 | 57 002 | 57 466 | 58 229 | 61 145 |
|               | 2010   | 2011   | 2012   | 2013   | 2015   | 2020   |